# Anne Marie Maes
Anne Marie Maes (1955, Leuven) is een Belgisch beeldend kunstenaar die woont en werkt in Brussel. Ze staat bekend om haar innovatieve benadering van hybrid art, waarbij ze kunst, wetenschap en ecologie samenbrengt. Sinds de jaren negentig speelt ze een belangrijke rol in de Brusselse multimediale-kunstscène.

## Leven en werk
Maes heeft een achtergrond in zowel plantkunde als visuele antropologie. Ze studeerde aan de LUCA School of Arts in Brussel en behaalde een master in cultuurwetenschappen aan de Vrije Universiteit Brussel. Haar vroege werk focust op sociale en antropologische thema's (waaronder de lange-termijnprojecten People Database en Politics of Change) wat later evolueerde naar een diepgaande interesse in ecologie en de interactie tussen mens en natuur.

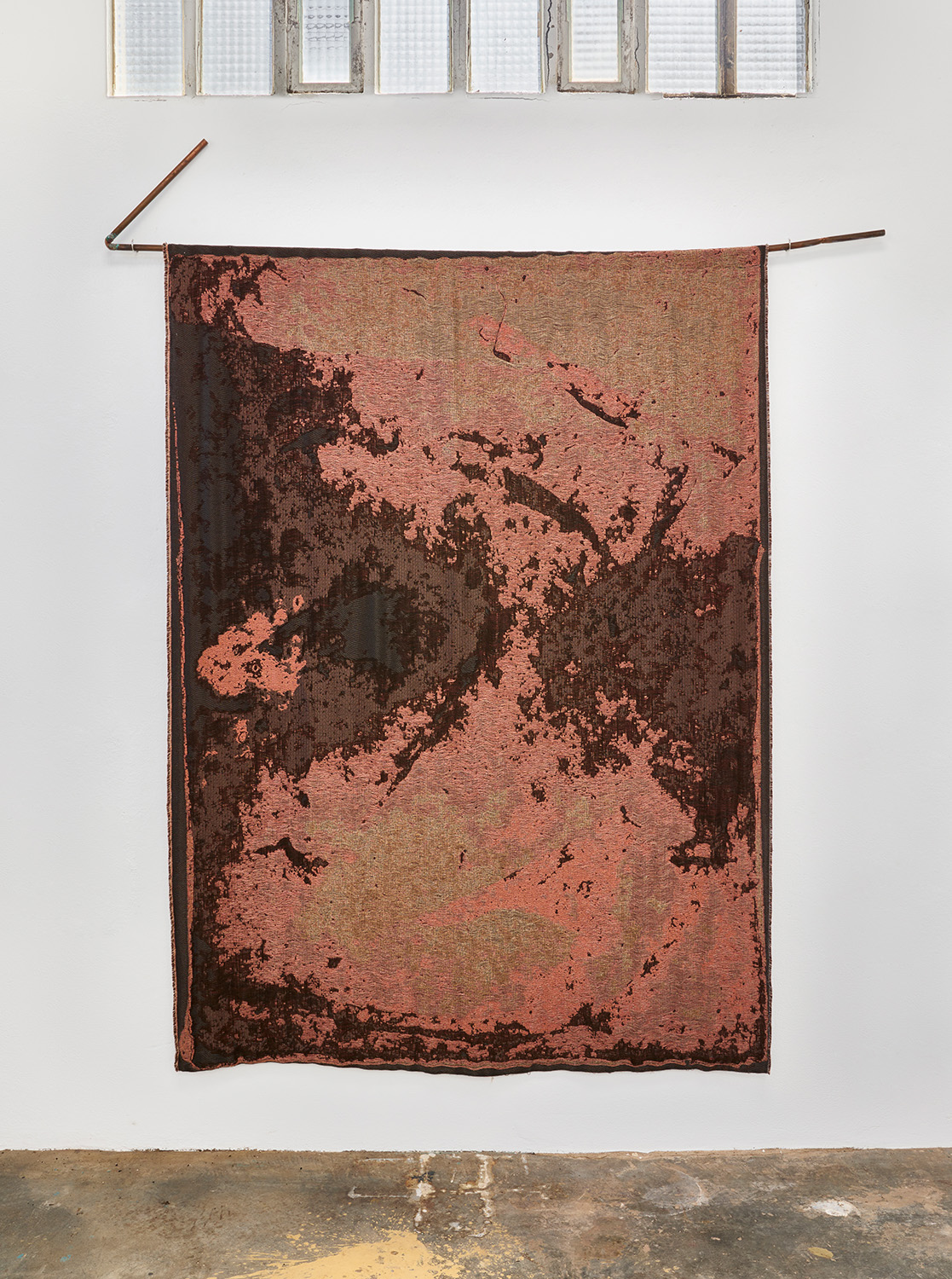
Geweefde interpretatie van een microbische huid - een biofilm gecultiveerd door de bacteria Acetobacter xylinum

Maes' huidige artistieke praktijk wordt gekenmerkt door de samenwerking met de 'non-human', zoals bijen, bacteriën en andere micro-organismen. Haar projecten Bee Agency (2008-2024) en tentoonstellingen als Sensorial Skins en Woven By Nature (2021) illustreren haar onderzoek naar de complexiteit en schoonheid van natuurlijke systemen. Ze laat zich inspireren door de orde en chaos in de natuur en integreert deze principes in haar kunst. Maes heeft een open-lucht-laboratorium en observatietuin op het dak van haar atelier in Brussel, waar ze experimenteert met biologische en ecologische processen die ze vertaalt in multimedia-installaties, objecten, textielwerken en boeken.
Ze werkt regelmatig samen met wetenschappers en is sterk geïnteresseerd in DIY-technologie, publieksinteractie en alternatieve onderzoeksmethoden.
Maes was artist in residence bij diverse vooraanstaande onderzoekscentra en kunstinstellingen, waaronder Hybrid Forms Lab (VU Amsterdam), Open Biolab Brussel, BioHackLab Barcelona, Fab Textiles (IAAC Barcelona), TextielLab Tilburg en de Mateus Foundation.
Anne Marie Maes is mede-oprichter van verschillende artist-run organisaties en collectieven, waaronder: LookingGlass (Brussel, 1997-2004), OKNO (Brussel, 2004-2015), BUBL (Brussels Urban Bee Lab, 2008-2024) en SO-ON (vanaf 2006).

## Tentoonstellingen en erkenning

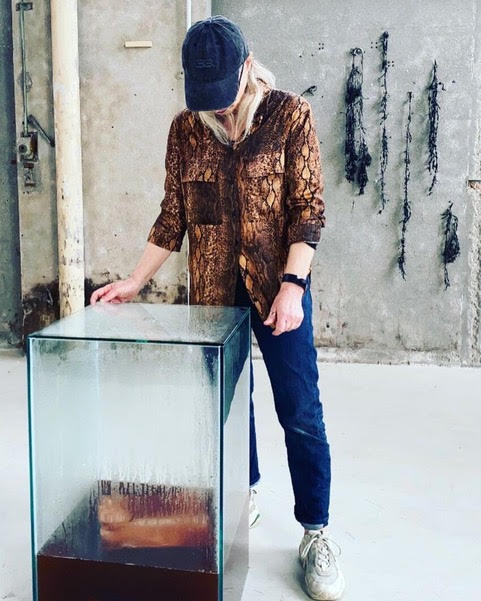
Anne Marie Maes tijdens de performance ’Rituals with Microbial Ancestors’ (2023)

Haar werk wordt, zowel solo als in groepsverband, veelvuldig tentoongesteld in Europa maar ook in de Verenigde Staten, Argentinië, India en Brazilië. Voor het project Intelligent Guerrilla Beehive ontving Maes een eervolle vermelding in de categorie Hybrid Art op het Ars Electronica-festival.

### Solotentoonstellingen (selectie)
- Matter of Kinship, Mateus Labs Fundaçao da Casa de Mateus, Vila Real (2023)[17]
- Alchimia Nova, La Kunsthalle Mulhouse, Mulhouse (2023)[18]
- A Bee is a Bee is a Bee. Réclamer la Terre, Palais de Tokyo, Parijs (2022)[19]
- Theatrum Algaerium, performance, Theater Aan Zee, Oostende (2021)[20]
- Woven by nature, IMAL, Centre for Digital cultures and technology, Brussel (2021)[21]
- Sensorial Skins, Vrije Universiteit Brussel, PILAR art center, Brussel (2021)[22]
- Changing ecologies and changing narratives, Oortreders, Pelt (2020)[23]
- The Intelligent Beehive, IKOB X Meakusma, Ikob Museum of Contemporary Art, Eupen (2020)[24][25]
- Elbe Bienen - Hamburgmaschine, art in public space, Hamburg (2019)[26]
- Alien Intelligence, Le 46 DIGITAL, Centre Wallonie-Bruxelles, Parijs (2019)
- PIKSEL 2018, Bergen, (2018)[27]
- GreyArea, Siva Zona Gallery, Korcula (2017)[28]
- Sensorial Skin, Sonicville Gallery, Brussel (2016)
- Bee Monitoring Devices and Curious Observations, Institute of Evolutionary Biology, Barcelona (2015)[29]

### Groepstentoonstellingen (selectie)
- Cyfest / Vulnerability, CREA - Biënnale van Venetië (2024)[30]
- Wild Renaissance, Galerie Jousse, Parijs (2023)[31]
- Second Nature, 10N Menorca, Menorca (2023)[32]
- Let's Fill this Town with Artists, AHWNN Gallery, Oostende (2023)[33]
- Symbiosium, Fondation Fiminco, Parijs (2023)[34]
- Edenworld, Le Bel Ordinaire, Pau (2023)[35]
- Cyfest Media festival, Hayart Center, Yerevan (2022)[36]
- Biotopia, Pavillon, Namen (2022)[37]
- Heures Sauvages, Centre Wallonie Bruxelles, Parijs (2022)[38]
- Abstracte Kunst bestaat niet. Galerie Emergent, Veurne (2021)[39]
- STARTS Residencies 2020, Le Centquatre, Parijs (2020)[40]
- Brussels in Songeun: Imagining cities beyond technology 2.0, Seoul (2019)[41]
- For a Brave New Brussels, MAAT (Museum of Art and Technology), Lissabon (2018)[42]
- Eco-Visionaries, HeK (Haus fur Elektronischer Kunst), Basel (2018)[43]
- Hiperorganicos - NanoLab, Universitat Federal de Rio de Janeiro (2018)[44]
- Beehave, Fundació Miró, Barcelona (2018)[45]
- Resonances II, Museeum voor Wetenschap en Technologie, Milan (2017)
- Tendencies, Bozar, Brussel (2017)[46]
- Ecovention, Museum De Domeinen, Sittard (2017)[47]
- Artes at Ijcai, Borges Center, Buenos Aires, Argentinië (2015)[48]
- Fields, RICX, Riga (2014)[49]

### Werk in openbare collecties
- Pantone Alsace in de collectie van de Vlaamse Gemeenschap[50], een onderdeel van de Belgische nationale kunstcollectie. In bewaring door Mu.Zee (Oostende).[51]
- Microbial Ancestors (Topography of a second skin) in de collectie van Textiel Museum Tilburg.
- Microbial Life in de collectie van [N.A!] Project.
- The Scaffolded Sound Beehive in de collectie van Klankenbos, Neerpelt.
- Elbe Bienen: Art in Public Space in Hamburg.[52][53]
- Pollinators, Alien Intelligence in de verzameling mediakunst van Stichting Liedts-Meesen (Gent).[54]
- Closed Circuits #2 in de collectie van de Vlaamse Gemeenschap.[55][56]